# Lockheed Martin FB-22
O FB-22 Strike Raptor (ou simplesmente FB-22) é um futuro projeto de caça de ataque furtivo feito pela Lockheed Martin que foi construído baseado no caça F-22 Raptor. Sendo o F-22 Raptor o primeiro caça de quinta geração a entrar em serviço, este pode se classificar a segundo.

## Especificações
O FB-22 será um caça de quinta geração usado como bombardeiro. Mas ele em vez de bombas, usa mísseis.
Comprimento (m): 18,8
Envergadura (m): 13,6
 Altura (m): 5,1
Armamento: 3 x mísseis anti-aeronave ar-ar (AAM) AIM-120 AMRAAM (Advanced Medium Range Air-to-Air Missile)
3 x mísseis de cruzeiro anti-carro ar-supefície furtivo AGM-129 ACM (Advanced Cruise Missile)